# Seaweed
I Seaweed sono un gruppo grunge di Tacoma, Washington, formatosi nel 1989.

## Storia
Il gruppo fu formato dai due amici Aaron Stauffer (ex-Spook and the Zombies) e Clint Werner, rispettivamente cantante e chitarrista. In breve tempo i due reclutarono il secondo chitarrista Wade Neal, il bassista John Atkins e il batterista Bob Bulgrien, e con questa formazione il complesso iniziò un giro di concerti nei club.
La prima pubblicazione del quintetto, il singolo Seaweed, uscì nel 1990 per la Leopard Gecko Records, etichetta di Atkins; in quello stesso anno seguì un ulteriore singolo, Just a Smirk.
Nel 1991 il gruppo contribuì con Deer Trap alla compilation della K Records International Pop Underground, e pochi mesi dopo pubblicò il proprio album di debutto Despised con la Sub Pop e con la produzione di Jack Endino. L'anno seguente fu pubblicato il seguito di Despised, con il titolo di Weak, considerato spesso il loro migliore lavoro.
Four del 1993 fu l'ultimo album per la Sub Pop e la cover dei Fleetwood Mac Go Your Own Way è stata inclusa nella colonna sonora del film Clerks - Commessi;  dopo questa pubblicazione infatti il quintetto si accasò alla Hollywood Records, con cui pubblicò Spanaway nel 1995. Tuttavia l'album fu un fallimento dal punto di vista di vendita, e la Hollywood Records rescisse il contratto, mentre il gruppo sostituiva il batterista Bulgrien con l'ex Quicksand Alan Cage.
Dopo un ultimo album, Actions and Indications del 1999 per la Merge Records, il gruppo si sciolse nel 2000. Il cantante Stauffer prima si unì a Van Conner degli Screaming Trees nei Gardener, poi, allo scioglimento di questi ultimi nel 2003, formò i The Blue Dot
Nel 2006 il brano Losing Skin è apparso nella colonna sonora del videogame NHL 2K7
Il gruppo si riunì nel 2007, suonando il suo primo live al Bombershoot di Seattle, con quattro componenti originali e il batterista Jesse Fox, ex Leuko, The Bangs e Polecat.

## Formazione

### Formazione attuale
- Aaron Stauffer - voce
- Clint Werner - chitarra
- Wade Neal - chitarra
- John Atkins - basso
- Jesse Fox - batteria (dal 2007)

### Ex componenti
- Bob Bulgrien - batteria (1989-1999)
- Alan Cage - batteria (1999)

### Discografia

#### Album studio
- 1991 - Despised, (Sub Pop)
- 1992 - Weak, (Sub Pop)
- 1993 - Four, (Sub Pop)
- 1995 - Spanaway, (Hollywood Records)
- 1998 - Actions and Indications, (Merge Records)

#### EP
- 1990 - Seaweed, (Leopard Gecko Records/Tupelo Records)

#### Singoli
- 1990 - Seaweed, (Leopard Gecko)
- 1990 - Just a Smirk, (Leopard Gecko)
- 1991 - Deertrap, (K Records)
- 1992 - Bill, (Subpop)
- 1992 - Measure, (Subpop)
- 1992 - Measure, (Subpop)
- 1993 - Go Your Own Way, (Subpop)
- 1993 - Kid Candy, (Subpop)